# 種多様性
種多様性（しゅたようせい、species diversity）とは、生物群集にさまざまな生物種が共存している様子、またはそれを数量表現した概念のことをいう。生態系の多様性および遺伝的多様性と並んで生物多様性を構成する要素の一つ。生態学用語。

## 説明
種多様性を説明する要素として、種の豊富さ（Species richness）と均等度（evenness、または、equability）の2つがある。種の豊富さとは群集に存在する種の数のことを指す。一般に、種の数が多いほど群集は多様である。しかしながら、群集に含まれる種の数が同程度であっても、特定の種の個体数が多く他の種の個体数が少ない場合、多様性は低くなる。例えば、10種100個体の2つの群集A・Bあり、Aは10種とも各10個体が存在し、Bは1種が91個体で残り9種が各1個体からなる群集であったとする。この群集AとBとでは、種の豊富さは同じであるが、種ごとの個体数が偏るBよりも、種ごとの個体数が均等に近いAの方が多様性が高いと言える。このような群集内に存在する各種間の個体数の等しさを、均等度と呼ぶ。種多様性を表現するために、「種の豊富さ」と「均等度」を共に考慮した多様度指数（diversity index）が考案されているとされている。

## 比較する空間階層による区分
複数の異なる環境（または、生息地・生育地等）に存在する群集について種多様性を議論する場合、種多様性は空間の観点から3つに区別される。
{\displaystyle \alpha }多様性（alpha diversity）
ある1つの環境における種多様性（一般的な種多様性の使われ方）
{\displaystyle \beta }多様性（beta diversity）
別々の環境間の種多様性の違い（比較する環境間での種の入れ替わり。環境間の種の類似性が低ければ、β多様性の指数(Sørensen's類似度指数など, 0<{\displaystyle \beta }<1)は高いことを意味する）
{\displaystyle \gamma }多様性（gamma diversity）
対象とする全ての環境の種多様性（上記のβ多様性の指数を使えば、γ多様性はβ多様性とα多様性の積と考えることができる）

## 多様度指数
多様度指数（diversity index）として、複数の指数が提唱されている。ここではSimpsonの多様度指数{\displaystyle D}とShannon指数{\displaystyle H^{\prime }}に付いて説明する。
Simpsonの多様度指数{\displaystyle D}
{\displaystyle D=1-\sum _{i=1}^{S}p_{i}^{2}}
ここでSは群集に含まれる種の数。{\displaystyle p_{i}}は種i の個体数が、群集の全個体数に占める割合である。当初、シンプソンによって定義された指数は{\displaystyle D=\sum _{i=1}^{S}p_{i}^{2}}であったが、この定義では多様性が高いほど0に近い値をとり、群集が1つの種のみで構成される例を式に当てはめると判るように多様性が低くなるときに1に近づくため、数値の解釈に誤解を受ける可能性があった。そのことから、現在では冒頭の定義式をSimpsonの多様度指数として用いることが多い。
Shannon指数{\displaystyle H^{\prime }}
{\displaystyle H^{\prime }=-\sum _{i=1}^{S}p_{i}\ln p_{i}}
Sと{\displaystyle p_{i}}は前述の定義と同じ。